# Bundesstraße 182
Die Bundesstraße 182 (Abkürzung: B 182) beginnt südlich von Wittenberg an der B 2 und führt über Torgau an der Elbe entlang bis nach Riesa,
wo sie auf die B 169 trifft.
Bei Torgau verläuft sie mit der B 183 für zirka zwei Kilometer auf einer Strecke.

## Geschichte
Die Nummer 182 wurde bereits in der Zeit des Nationalsozialismus bei der zweiten Nummerierung vergeben. Die B 182 hat bis heute keine Verlaufsänderungen erfahren.